# Goleba
Goleba là một chi nhện trong họ Salticidae.